# Juiz ordinário

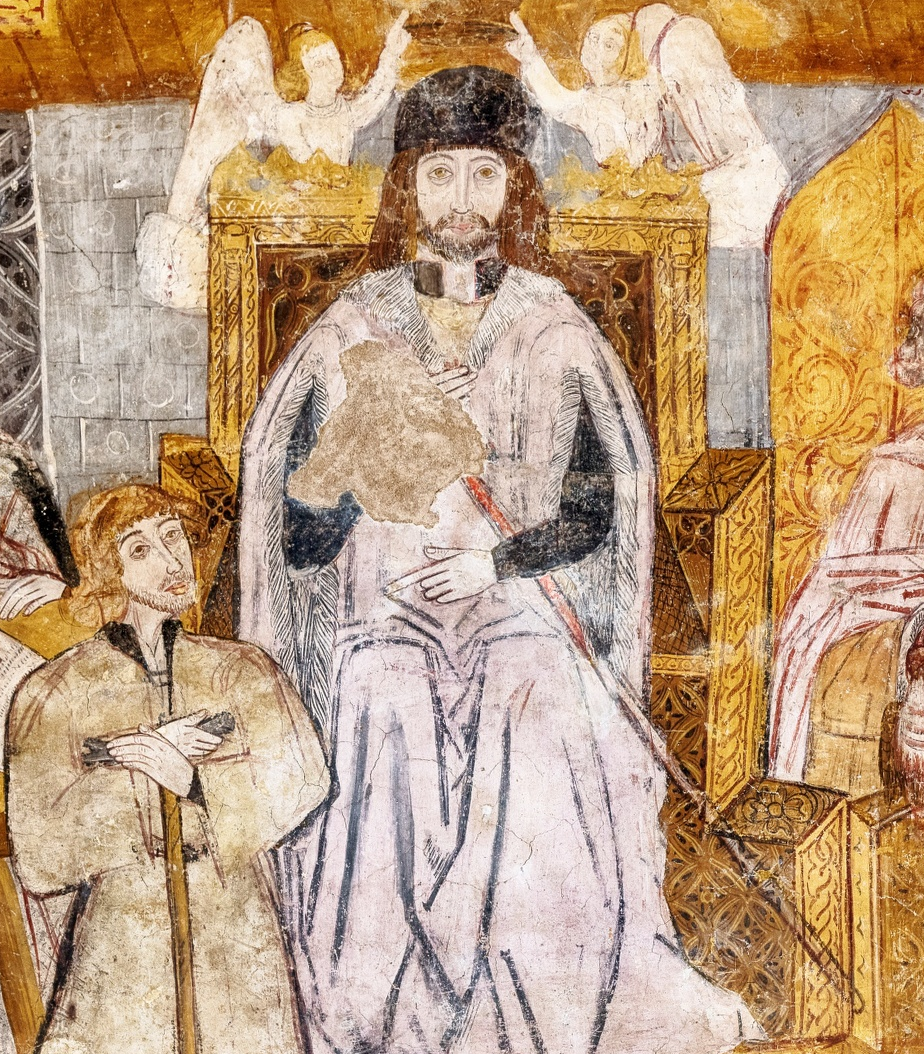
Um juíz ordinário português do século XV, identificado pela sua vara vermelha, no fresco do Bom e Mau Juiz (Reguengos de Monsaraz)

O juiz ordinário, conhecido por juiz da terra ou simplesmente juiz, era eleito anualmente pelo povo e a quem incumbia a aplicação da Justiça na área jurisdicional da sua competência nas comarcas em que obrigatoriamente teria de residir. No início do século XVII viria a ser o presidente das sessões da câmara municipal, eleito pela mesma pelo período de três anos.
Como símbolo de sua autoridade o mesmo possuía um bastão, denominado vara de juiz ordinário.
Julgavam em primeira instância, cabendo deles, no entanto, apelação para o rei, tribunais régios, governadores ou ricos-homens. No exercício da actividade eram tutelados pelos corregedores das comarcas, pessoas estranhas à terra, de nomeação régia. 
Anote-se que no século XVIII a área jurisdicional destes juízes ainda coincidia com determinadas divisões territoriais, tais como os coutos e as honras. 
Extintos por decreto de 27 de Junho de 1867, que atribuía parte das suas competências aos juízes de direito e outra parte aos juízes de paz. 
Depois os juizes ordinários voltariam a exercer as suas funções, ao verificar-se que a estrutura judicial implantada pelo referido decreto se mostrava inadequada aos tempos que corriam. 
Mais tarde, por força da lei de 16 de Abril de 1874, estes magistrados passaram a ser de nomeação régia pelo período de três anos. 
Mas, os juízes ordinários viriam a ser finalmente suprimidos na década de 80 do século XIX.
Com a chegada de D. João VI ao Brasil, o judiciário dispunha em primeira instância de juízes ordinários.